# Iosif Anisim
Iosif Anisim es un deportista rumano que compitió en piragüismo en la modalidad de aguas tranquilas. Ganó tres medallas en el Campeonato Mundial de Piragüismo en los años 1999 y 2001, y siete medallas en el Campeonato Europeo de Piragüismo entre los años 1999 y 2004.

## Palmarés internacional
| Campeonato Mundial | Campeonato Mundial | Campeonato Mundial | Campeonato Mundial |
| Año                | Lugar              | Medalla            | Evento             |
| ------------------ | ------------------ | ------------------ | ------------------ |
| 1999               | Milán (Italia)     | Medalla de plata   | C4 1000 m          |
| 2001               | Poznań (Polonia)   | Medalla de oro     | C4 500 m           |
| 2001               | Poznań (Polonia)   | Medalla de bronce  | C4 1000 m          |
| Campeonato Europeo |                    |                    |                    |
| Año                | Lugar              | Medalla            | Evento             |
| 1999               | Zagreb (Croacia)   | Medalla de plata   | C4 1000 m          |
| 2000               | Poznań (Polonia)   | Medalla de plata   | C2 500 m           |
| 2000               | Poznań (Polonia)   | Medalla de plata   | C2 1000 m          |
| 2001               | Milán (Italia)     | Medalla de plata   | C4 500 m           |
| 2002               | Szeged (Hungría)   | Medalla de bronce  | C4 500 m           |
| 2002               | Szeged (Hungría)   | Medalla de plata   | C4 1000 m          |
| 2004               | Poznań (Polonia)   | Medalla de oro     | C4 500 m           |